# 第二次大覺醒
第二次大觉醒是指，在十八世纪末到十九世纪初，在美洲大陸又興起類似第一次大覺醒般的宗教复兴。教会再次复兴，教会的教友及城市百姓们都悔改认罪，基督信仰生活兴起，人们渴慕认识耶稣。
这场运动始于1790年左右，在1800年快速发展，1820年之后，浸礼宗和循道宗的成员迅速增加，他们的传教士领导了这场运动。到19世纪50年代末，它达到了巅峰。“第二次大觉醒”反映了人们对浪漫主义的热情、情感和对超自然的吸引力。它否定了启蒙运动的怀疑理性主义和自然神论。
这些复兴活动吸收了数百万名新成员加入现有的福音派，并导致了新教派的形成。许多皈依者认为，觉醒预示着一个新的千年时代。“第二次大觉醒”刺激了许多改革运动的建立，目的是要在预言中的耶稣基督第二次降临之前纠正社会的罪恶。
历史学家在1730和1740年代的第一次大觉醒和19世纪50年代末到20世纪初的第三次大觉醒的背景下命名了第二次大觉醒。这些复兴是当时席卷欧洲、主要是英格兰、苏格兰和德国的一场规模更大的浪漫主义宗教运动的一部分。

## 复兴的传播

### 背景
就像半个世纪前的第一次大觉醒一样，第二次觉醒也反映了浪漫主义的特征：热情、情感和对超自然的吸引力。它拒绝了启蒙运动遗留下来的怀疑论、自然神论和理性主义。差不多同时，类似的运动在欧洲蓬勃发展。虔诚主义席卷了德国国家。福音派在英国日益盛行。
“第二次大觉醒”发生在几个时期，涉及不同教派；然而，这些复兴是非常相似的。作为这一时期最有效的传福音形式，复兴会议跨越了地理界限，而且这场运动迅速蔓延到肯塔基州、田纳西州和俄亥俄州南部。每一个教派都有资产，使它能够在边境上繁荣昌盛。卫理公会教徒有一个高效的组织，依靠巡回部长，称为巡回骑手，巡回骑手来自普通百姓，他们在偏远的边境地区寻找人，并帮助他们，与他们希望皈依的边疆家庭建立融洽的关系。

### 后千禧年神学
第十九世纪上半叶，后千禧年神学主导了美国新教。后千禧年主义者（千禧年后论）认为，基督将在“千年”之后回归地球，这可能意味着一个字面上的1000年，也可能是一个长期的象征的和平与幸福的时段。因此，基督徒有义务净化社会，为基督的返回做准备。这一责任不仅仅局限于美国，包括基督教复兴主义。乔治·弗雷德里克森(George Fredrickson)认为，千禧年后的神学是推动进步改革的动力，正如历史学家经常指出的那样。在19世纪30年代的第二次大觉醒期间，一些占卜者预计千年将在几年后到来。然而，到了19世纪40年代，伟大的一天已经变成了遥远的未来，而后千禧年成为更广泛的中产阶级追求改革和进步的一个更加被动的宗教层面。

### 觉醒过度
在十九世纪初，纽约州西部因其高度公众化复兴而被称为“过度觉醒区”。活跃在这个区域的复兴主义领导者查尔斯·芬尼创造了这个词。Linda K. Pritchard统计的数据表明，与整个美国相比，在纽约州中西部的俄亥俄河谷，过度觉醒的宗教信仰是典型的而不是特例。

### 西部和泰德沃特(Tidewater)南部
在美国边疆，福音派派传道士和劝导者到边远地区的人民进行劝导皈依，这支持了卫理公会教徒和浸信会成员的增长。复兴主义者的劝导皈依技巧是基于营地会议，苏格兰长老会则是营地会议的根源。大多数苏格兰人-爱尔兰移民在美国独立战争前定居在宾夕法尼亚州的边远地区，并沿着阿巴拉契亚山脉的山脊居住。
这些教派是基于对人类在上帝面前的精神平等的解释，这导致他们从广泛的阶级和所有种族招募成员和传道者。浸信会和卫理公会的复兴在泰得沃特南部地区是成功的，那里越来越多的普通种植园主、普通百姓和奴隶都皈依了。

### 西部
在新定居的边境地区，复兴是通过营地会议进行的。这些活动往往为一些有组织宗教的定居者提供了一次机会，而且作为社会场所也很重要。这次营地会议是一场长达几天的宗教仪式，与牧师们举行。人口稀少地区的定居者聚集在营地会议上，进行团契和礼拜。参加一场宗教复兴活动，数百人，也许有数千人，这一纯粹的兴奋激发了与这些活动相关的舞蹈、宣誓和歌唱。在一次强烈的情感力量后，强调个人的罪过，需要转向基督，由个人的救恩来恢复。大多数皈依者一回到家，就加入或创立了小规模的地方教会，这些教会迅速发展。第二次大觉醒标志着美国社会的宗教转变。许多来自加尔文派的美国人强调，人类无法自救，他们唯一的得救之道就是脱离上帝的恩典。
1800年左右，在洛根县，肯塔基的复兴，开始作为一个传统的长老教会圣礼的场合。第一次非正式营地会议是在六月份开始的，当时人们开始在红河会议厅的营地露营。随后的会议之后，在附近的河流和泥泞的河流会休息，James McGready三部。一年后，一个更大的仪式场合在藤岭举行，肯塔基在Barton Stone的领导下，吸引多达20000人。许多长老会、浸信会和卫理公会的牧师参加了这项服务。由于巴顿·斯通等领导人（1772–1844）和亚历山大·坎贝尔（1788–1866），营会的复兴成为为卫理公会和浸礼会扩张的主要模式。
坎伯兰长老会在肯塔基州诞生。甘蔗岭也有助于促进后来称为恢复运动的运动。这是由非教派教会组成的，他们认为这是新约的原始的，基本的基督教。他们致力于个人与基督建立个人关系。起源于这一运动的教会包括基督教会、基督教教会(基督门徒)和加拿大福音教会。

### 教会会籍激增
卫理公会巡回骑手和当地浸礼会传教士取得了巨大的成就；长老会也从中获得了会员，但是与前二者相比要略少。特别是在在人烟稀少的地区中存活的坎伯兰长老会。因此，浸信会和卫理公会教徒的人数相对于殖民时期占主导地位的教派--英国圣公会、长老会和公理会的力量有所增加。在第二次大觉醒的宗教骚动中产生的新教派包括基督复临安息日会和加拿大福音派基督教会。第二次大觉醒期间，皈依者主要是女性。据1932年估计，在1798至1826年间，至少有三名女性皈依到每两名男性皈依者。年轻人(25岁以下的人)也有更多的人皈依，并且是第一个皈依的人。

## 子群体

### 降临运动（耶稣再臨论）
降临运动出现于19世纪30年代和19世纪40年代的北美，并由像威廉·米勒这样的高官传教，他的追随者被称为米勒派。这个名字是指对耶稣即将到来的第二次降临的信仰，并导致了几个主要的宗教派别，包括基督复临安息日会和相信基督再临的基督徒。

### 圣洁运动
虽然它的根源早于第一次大觉醒，但在第二次大觉醒期间出现重新强调了关于圣化的卫斯理教义，导致了主干线卫理公会和圣洁教会之间的分歧。

### 恢复运动
美国独立后，恢复“原始”基督教的想法在美国越来越流行。:89–94在第二次大觉醒期间，恢复一种更纯粹的基督教形式，而没有复杂的等级制度的愿望，促进了许多群体的发展，包括摩门教徒、浸信会教徒和动摇者。:89在这一时期，有几个因素使恢复纯粹基督徒的想法特别具有吸引力：:90–94
- 对第十九世纪初的移民来说，美国的土地似乎是自然的、无污染的、“恢复神圣、纯洁和原始基督教的完美之地”，而传统的欧洲教会在这种新的环境中似乎不太合适。[22]:90
- 这是一种仅以圣经为基础的原始信仰，这种方法，可以避开现有的许多教派的相互竞争，并使会众能够在没有已建立的国家教会保证安全的情况下获得安全的保障。[22]:93

恢复运动始于第二次大觉醒，并受到了第二次大觉醒很大的影响。:368虽然组成这场运动的两个主要团体之一托马斯·坎贝尔和亚历山大·坎贝尔的领导人抵制了营地会议，他们认为营地会议是对精神的操作，但这些复兴为巴顿·斯通领导的另一个主要分支的发展做出了贡献。:368“大觉醒”的南部阶段“是巴顿·斯通改革运动的一个重要环节”，这塑造了斯通和坎贝尔所使用的福音派技巧。:368

## 文化与社会
将基督教教义应用于解决社会问题的努力预示着第十九世纪末的社会福音。皈依者被教导说，要获得救赎，他们不仅需要悔改个人的罪，还需要努力使社会的道德完善，这意味着根除一切形式的罪恶。因此，福音派皈依者是第十九世纪各种改革运动中的领军人物。
公理会成立传教会，传福音于北方的西部地区。这些团体的成员既是信仰的使徒，也是东北城市文化的教育者和倡导者。“第二次大觉醒”是一个“组织过程”，它跨越西方边境，创造了“宗教和教育基础设施”，包括社交网络、提供大众传播的宗教新闻以及与教会有关的学院。:368公众出版和教育协会促进了基督教教育；其中最著名的是1816成立的美国圣经公会。妇女占这些志愿团体的很大一部分。在纽约尤蒂卡积极活动的女传教士协会和产妇协会都是高度组织性和财务精良的妇女组织，负责纽约边疆许多福音派皈依者。
还有一些社会将其重点从传统的宗教问题扩大到更大的社会问题。这些组织主要由富裕妇女赞助。它们并非完全源于第二次大觉醒，但复兴主义学说的兴起和人们逐渐地皈依，导致了人们对妇女社会慈善工作期待，这加速了她们的行动。社会行动主义影响了废除死刑的团体和戒酒运动的支持者。他们开始努力改革监狱和照顾残疾人和精神病的疗养院。他们相信人是完美的。

## 奴隶和自由人
南方的浸信会教徒和卫理公会教徒都向奴隶主和奴隶传道。皈依和集会始于第一次大觉醒，在1790年左右，浸礼会和卫理公会传道人被授权在奴隶和自由的非裔美国人中布道。“黑哈利”霍西耶是一位不识字的非洲裔美国人，弗朗西斯·阿斯伯里驱使他学习圣经。事实证明，他能够成功地逐字记住圣经的大段，就像阿斯伯里原本打算让他担任牧师的黑人听众那样，在白人听众中很受欢迎他在特拉华州查佩敦托马斯教堂的布道,这是第一次由黑人牧师直接向白人教众传道。
尽管被本杰明·拉什称为“美国最伟大的演说家”，也被托马斯·科克主教称为世界上最好的演说家之一，但“黑哈利”霍西尔在出席正式成立美国卫理公会的圣诞节大会时，屡次被封为神职人员，但不允许投票。理查德·艾伦，另一位黑人参会者，于1799被卫理公会派去，但他在费城的自由非裔美国人教会因其歧视而离开了那里。他们在费城建立了非洲卫理公会主教教会。在第一次接受已建立的卫理公会主教的监督后，几个AME教会最终于1816离开，在美国形成了第一个独立的非裔美国人教派。不久后，非洲卫理公会圣公会锡安教会(AME锡安)作为一个新的教派在纽约市成立。
早期的浸礼会由奴隶和自由的非裔美国人在南卡罗来纳州和维吉尼亚州组成。特别是在浸信会，非裔美国人会作为成员和传教士受到欢迎。到第十九世纪初，独立的非裔美国人教会在南方的一些城市，如南卡罗来纳州的查尔斯顿，里士满和弗吉尼亚州的彼得堡，在几百个城市中都拥有了据点。随着教会和教堂的增加，例如在弗吉尼亚、肯塔基州和其他州成立了浸信会协会。
这种复兴也激励了奴隶们要求自由。1800，在弗吉尼亚举行的非裔美国人复兴会议上，加布里埃尔·普罗瑟设计了一项奴隶叛乱计划，尽管叛乱在爆发之前就被发现并粉碎了。但是白人仍旧试图控制独立的非裔美国教会，特别是在1831年纳特·特纳起义之后，一些非裔美国人教会设法在浸信会协会中维持了作为独立教会的分离权利。州立法机关通过了法律，但是要求他们在他们的礼拜会议中必须有白人的参与。

## 对女性的影响
在大觉醒期间，妇女占皈依者的大多数，并在其发展方面发挥了关键作用。目前尚不清楚为什么妇女的皈依人数比男子多。各种学术理论将这种差异归因于对青年轻浮的感觉和对于罪恶的反应，妇女拥有更强烈的宗教信仰感、对经济不安全的集体反应或面对父权制统治时的自我主张。丈夫，特别是南方的丈夫，有时不赞成妻子的皈依，迫使妇女在顺从上帝或顺从配偶之间作出选择。教会成员和宗教活动为妇女提供了同伴支持，使她们能够在家庭之外开展有意义的活动，并为许多妇女提供了社区交流和分享经验的机会。
尽管妇女在该运动中占主导地位，但她们没有被正式灌输思想或担任领导部长职务。然而，妇女承担其他公共角色；例如，传递关于她们转化经历的证明，或通过转换过程协助罪人(男性和女性)。查尔斯·芬尼等领导人认为，妇女的公众祈祷是为社区复兴做好准备和提高她们在皈依中的效力的一个关键方面。妇女在儿童的皈依和宗教教养方面也发挥了关键作用。在复兴时期，母亲被视为家庭的道德和精神基础，因此受命指导儿童处理宗教和道德问题。
妇女作用的最大变化是参加新正式的传教和改革社会。妇女祈祷团体是妇女组织的一个早期和社会可接受的形式。妇女通过在这些组织中担任职务，在私人领域之外获得影响。
性别人口结构的变化也影响到宗教教义。为了给教会传教，牧师们强调了基督的谦卑和宽恕，历史学家芭芭拉·韦尔特称之为基督教的“女性化”。

## 著名人物
- 理查德·艾伦，非洲人美以美会（英语：African Methodist Episcopal Church）创始人
- 法兰西斯·亚斯里（英语：Francis Asbury）、循道宗教徒、巡回骑手和美国卫理公会（英语：American Methodism）创始人
- 亨利·沃德·比彻（英语：Henry Ward Beecher）长老会
- 莱门·比彻（英语：Lyman Beecher）长老会,亨利的父亲
- 安托瓦内特·布朗·布莱克威尔（英语：Antoinette Brown Blackwell）美国第一位被任命为女牧师的公理派&后来的一神论者
- 亚历山大·坎贝尔（英语：Alexander Campbell (clergyman)）,长老会，恢复运动的早期领袖
- 托马斯·坎贝尔,长老会，恢复运动的早期领袖
- 彼得·卡特赖特（英语：Peter Cartwright），循道宗教徒
- 洛伦佐陶氏（英语：Lorenzo Dow, Methodist）,循道宗教徒
- 蒂莫西·德怀特四世（英语：Timothy Dwight IV）, 公理会的教友
- 查尔斯·芬尼长老会与反加尔文主义
- “黑哈利”（英语："Black Harry"）霍西尔，卫理公会教徒，第一位向白人教众传道的非洲裔美国人
- 安·李,震教徒
- 雅华·李（英语：Jarena Lee），卫理公会，一位女性AME巡回骑手
- 罗伯特·马修斯（英语：Robert Matthews），信仰者马提亚先知
- 威廉·米勒(传教士)（英语：William Miller (preacher)）,米勒派,基督复临派的先驱
- 阿萨赫尔·内特尔顿（英语：Asahel Nettleton）,改革
- 本杰明·拉什,自由意志浸信会（英语：Free Will Baptist）
- 约瑟夫·史密斯,耶稣基督末世圣徒教会
- 巴顿·斯通（英语：Barton W. Stone）,长老会非加尔文主义者，当时的恢复运动的早期领袖
- 纳撒尼尔·威廉·泰勒（英语：Nathaniel William Taylor）,非正统加尔文主义
- 艾伦·怀特（英语：Ellen G. White）,基督复临安息日会

## 过程
此次運動一共有三個階段：第一個階段，領導人有墨吉地、默基、巴顿·斯通。第二階段，領導人有蒂莫西·德威特、畢察、泰勒‧威廉、賀普金斯。第三階段，主要領導人是律師查爾斯·芬尼，他在十九世紀，於紐約西部小鎮開始，一直到英美各地主持奮興聚會。
第一階段，是由一位長老墨吉地開始的，他們在西部肯塔基州的廣場或營地搭設帳棚，在戶外就開始對人們傳講福音。這樣的聚會通常都會持續幾日，並且參加的人會在情緒上有狂熱或歇斯底里的行為出現。這樣的聚會自然使得較為保守的教會不能夠接納。
第二階段，與第一階段相較之下，是比較為保守的。領導人是波士頓長老會牧師畢察，他是強烈反對奴隸制度的。他呼召基督徒實踐宗教及政治上的民族使命。鼓勵人傳福音、分發聖經，建立教會。在這個階段，有許多的教會都回應畢察的呼召。由於德威特的祖父是有名的奮興佈道家愛得華茲，他也承襲祖父的神學，並且在耶魯大學當中大力推廣，以致耶魯大學在第二次奮興運動中佔極重要的位置，是靈性與學術的中心。
第三階段，是由律師芬尼所領導，他在1821年歸信基督，並且他回應上帝的呼召去傳揚福音。於是他不再作律師，而是由長老會授權予他進行佈道工作。他在奮興佈道會中，使用新策略。但是這些創新的策略，卻招致其他教會的不悅，甚至禁止芬尼進入他們的教區。芬尼的工作並不是那麼的狂熱，而是比較溫和，從那時起奮興聚會由突發的情緒為特色，轉為有加以安排的聚會。1832，芬尼擔任紐約第二自由長老教會的牧師，但是他仍舊是不放棄奮興運動的工作，直到如今，今日奮興聚會的某些作法，是發自芬尼費心設計的聚會內容。

## 影响
第二次大覺醒運動使教會人數增加，並且連帶的刺激了許多道德及社會慈惠運動。